# Burmagomphus cauvericus
Burmagomphus cauvericus är en trollsländeart som beskrevs av Fraser 1926. Burmagomphus cauvericus ingår i släktet Burmagomphus och familjen flodtrollsländor. IUCN kategoriserar arten globalt som otillräckligt studerad. Inga underarter finns listade i Catalogue of Life.